# Hypochrysops heros
Hypochrysops heros är en fjärilsart som beskrevs av Smith 1894. Hypochrysops heros ingår i släktet Hypochrysops och familjen juvelvingar. Inga underarter finns listade i Catalogue of Life.